# Karosseriebau
Der Fachbereich Karosseriebau befasst sich mit den Bereichen:
- Herstellung von Karosserien und Karosserieteilen für Fahrzeuge und Maschinen
- Konstruktion und Herstellung von Karosserie-Prototypen für Landfahrzeugbau
- weiterhin dessen Instandsetzung und Reparatur, sowie Sonderfahrzeugbau wie beispielsweise Kranken- und Bestattungswagenbau

Hierbei kommen verschiedene Techniken und Materialien zum Einsatz. Der Bereich unterscheidet sich grundlegend vom Flugzeugbau und wird daher gesondert behandelt.
Als eine Karosserie wird üblicherweise die tragende oder nichttragende Zelle eines Landfahrzeuges oder einer geführten Maschine bezeichnet.
Sie dient dem Schutz, der Unterbringung und Trennung oder Zusammenfassung einzelner Komponenten und Bauteile innerhalb einer Einheit, der Karosserie. Durch die äußere Gestaltung werden bei Fahrzeugen zudem aerodynamische und gestalterische Anforderungen erfüllt.

## Vom Kutschen- zum Karosseriebau
Der Beruf des Karosseriebauers ging aus dem des Kutschwagenbauers hervor. Die ersten Fahrzeuge Anfang des 20. Jahrhunderts hatten noch Karosserien aus Holz oder in Gemischtbauweise, das heißt auf einen Holzskelettrahmen waren Blechschalen aufgenagelt. Es gab auch mit Holz beplankte und darüber mit Kunstleder bezogene Karosserien.
Vor dem Ersten Weltkrieg war beim Neuwagenkauf gängige Praxis, ab Werk nur das Fahrgestell zu bestellen und bei einem Karosseriebauer eigener Wahl nach eigenen Wünschen eine Karosserie darauf bauen zu lassen. Aus dieser Zeit stammen bekannte Karosseriebaufirmen, mit bis heute in Klassikerkreisen bekannten Namen wie Saoutchik oder Figoni & Falaschi in Frankreich oder Erdmann & Rossi oder Stuttgarter Karosseriewerk Reutter. Exaltierte, ausladende, Aufsehen erregende Entwürfe sowie handwerkliche Finesse zählten mehr als reine Stückzahl und steigerten das Ansehen sowohl des Karosseriebauers, als auch des Kunden. Beispielgebend hierfür war in Deutschland Gläser-Karosserie Dresden.
In den 1920er Jahren gingen immer mehr Hersteller, vor allem  kleinerer Fahrzeuge, dazu über, den Kunden fertige Fahrzeuge in nur wenigen Karosserievarianten anzubieten. Mit der Verbreitung der punktgeschweißten Ganzstahlkarosserie gegen Ende der 1920er Jahre wandelte sich der Karosseriebau vom handwerklicher zu rationeller Industrieproduktion. So baute der 1926 gegründete Hersteller Ambi-Budd in Berlin Ganzstahlkarosserien unter anderem für Adler, Ford, NSU, Opel und das Volkswagenwerk. Zum Teil wurden die gleichen Karosserien bei Modellen unterschiedlicher Marken verwendet.
Nach dem Zweiten Weltkrieg setzten sich selbsttragende Karosserie durch. Die Konstruktion von Sonderaufbauten wurde dadurch erschwert und nach und nach verschwanden die kleinen Unternehmen bis zum Ende der 1960er Jahre fast völlig.
Längere Haltbarkeit, günstigere Kosten, größere Eigensteifigkeit und einfachere maschinelle Serienproduktion führten vermehrt zu selbsttragenden Ganzstahl- oder Aluminiumkarosserien im Automobilbau.
Es herrschte dennoch, auch bei der Serienproduktion, ein großer Teil Handarbeit vor. Die großen Fertigungstoleranzen erforderten aufwändige Nacharbeiten. Nur wenige Hersteller erreichten Stückzahlen, bei denen eine automatisierte Fertigung lohnte. Roboter hatten bis Ende der 1960er Jahre noch keinen Einzug in die Produktion gehalten.

## Der Karosseriebau in der Industrie

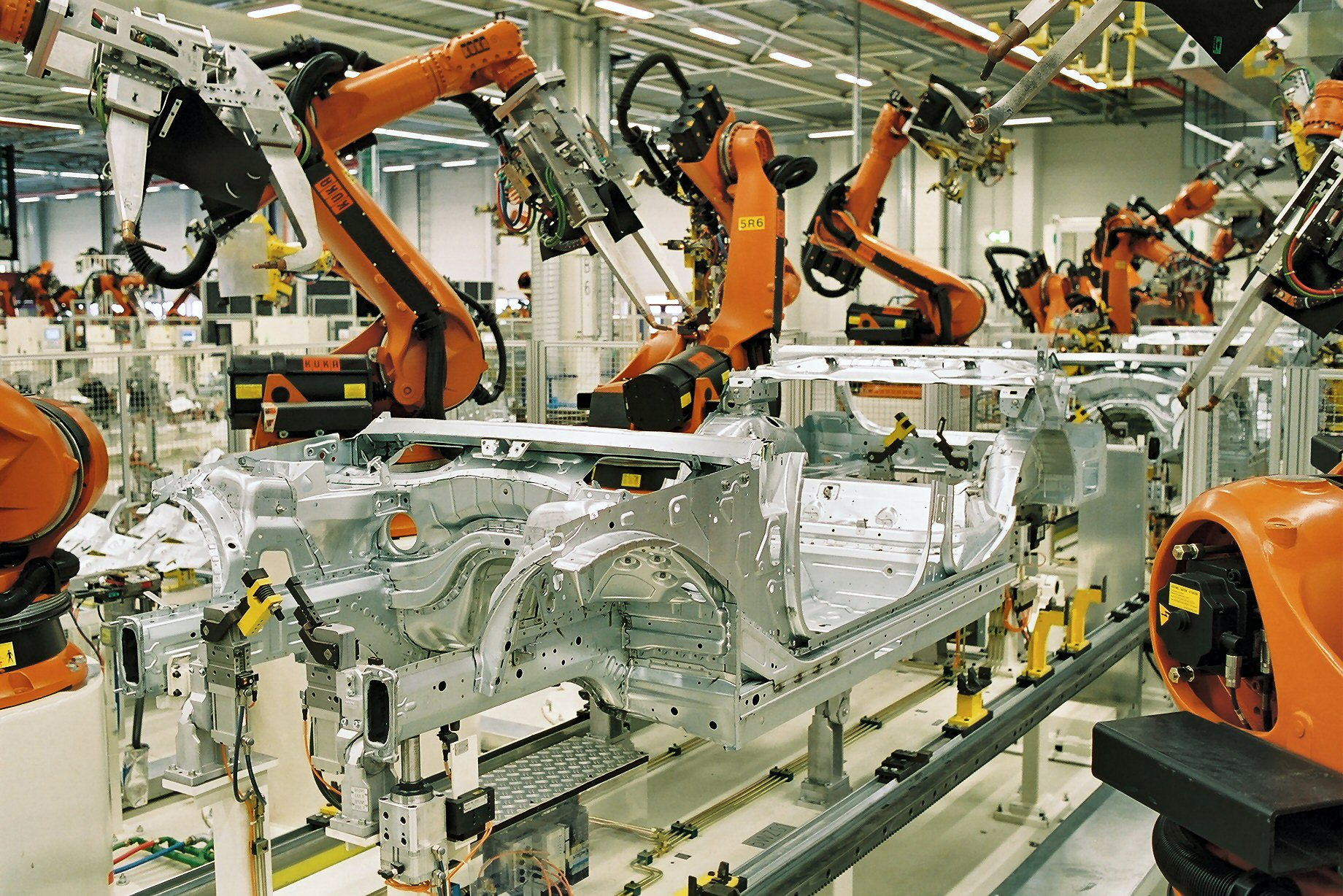
Roboter fügen automatisiert die Karosserie eines Fahrzeuges zusammen

Einige Jahre nach dem Weltkrieg bestand große Nachfrage nach einem eigenen, bezahlbaren Automobil. Dies wurde durch rationellere Fertigungsmethoden seitens der Industrie vorangetrieben, die nun vermehrt preiswerte Kleinwagen in großen Stückzahlen am Fließband  fertigte.
Karosserien aus Stahl oder Aluminium werden ca. seit den 1970er Jahren an Fertigungsstraßen größtenteils vollautomatisiert hergestellt. Auch Mischformen aus Alu-/Stahlverbindungen oder Sandwich-Bauweisen sind möglich.
Die Abteilung, die ebenfalls Karosseriebau genannt wird, umfasst Press- und Stanzeinrichtungen, auf welchen Bleche von Rollen (Coil) auf Maß geschnitten und in Form tiefgezogen und anschließend mit Durchbrüchen versehen Schweißrobotern zugeführt werden. Diese setzen – heute computerüberwacht – aus den einzelnen Elementen die Karosserien durch Schweißen, Kleben, Löten und weitere neue Verfahren wie Durchsetzfügen („clinchen“) zusammen.
Zur Gewichtsersparnis und zur Erfüllung schärferer (Crash-)Sicherheitsnormen werden heutige Karosserien durch Verwendung von ausgeklügelten Profilen, aber auch durch die Materialauswahl selbst verbessert.
So werden hochfeste Stähle an statisch beanspruchten Bereichen, leichte Werkstoffe an weniger belasteten eingesetzt, auch die Materialstärke kann innerhalb der Karosseriestruktur variieren.
Eine Fugenabdichtung mit geeigneten Dichtstoffen bzw. Dichtmitteln schützt die Karosserie vor dem Eindringen von Feuchtigkeit, Luft und Staub.